# Keith Norris
Keith Norris (* 25. Juli 1985 in Pembroke Pines) ist ein ehemaliger US-amerikanischer Radrennfahrer.
Keith Norris wurde 2003 Zweiter im Straßenrennen der Junioren-Klasse bei der US-amerikanischen Meisterschaft. Von 2006 bis 2008 fuhr er für das US-amerikanischen Continental Team AEG Toshiba-Jetnetwork. In der Saison 2007 gewann er die fünfte Etappe bei der USA Crits Southeast Series. 2008 war Norris auf dem vierten Teilstück der Vuelta a la Independencia Nacional erfolgreich.

## Erfolge
2008
- eine Etappe Vuelta a la Independencia Nacional

## Teams
- 2006 AEG Toshiba-Jetnetwork
- 2007 AEG Toshiba-Jetnetwork
- 2008 Toshiba-AEG